# حسين الجبالي
حسين محمود الجبالي (18 مايو 1934 - 18 يناير 2014) هو فنان تشكيلي مصري.

## حياته
من مواليد الجيزة، حاصل على شهادة البكالوريوس من كلية الفنون الجميلة في جامعة القاهرة عام 1958، وعلى دبلوم من المعهد العالي للتربية الفنية عام 1959، وعلى دبلوم من المعهد الحكومي للفنون الجميلة ورسم الكتب في إيطاليا عام 1967، عمل أستاذاً في كلية الفنون الجميلة بالإسكندرية والمنيا ومعهد ليونارد دافنشي، وأشرف على العديد من الفنانين في جامعتي حلوان والمنيا، وشارك في مناقشة رسائل الماجستير والدكتوراه في الجامعات المصرية ومعاهد وكليات الفنون الجميلة، حصل على بعثة علمية من حكومة هولندية للدراسة الطباعة الحجرية لمدة تسعة أشهر في عام 1976، وتلقى دعوة من حكومة الولايات المتحدة لقضاء شهر لزيارة المشاغل والمختبرات والأكاديميات الخاصة في فنون الجرافيك في عام 1980.

## عضوية ومناصب
- أستاذ ورئيس سابق لقسم الفنون الجرافيكية في كلية الفنون الجميلة - جامعة حلوان.
- الرئيس السابق لنقابة الفنون التشكيلية في مصر.
- رئيس الجمعية الوطنية لفنون الجرافيك المصرية المعاصرة مع فنانين مصريين وأجانب.

## الجوائز

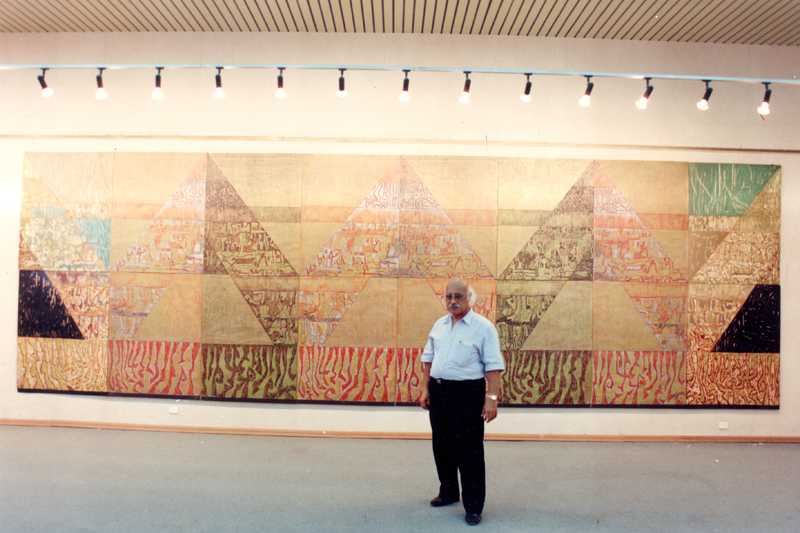
حسين الجبالي مع أعماله الفنية الجرافيكية الضخمة

- الميدالية الفضية من منظمة تنشيط السياحة، إيطاليا - 1976.
- الجائزة الثانية في بينالي الإسكندرية، مصر- 1977.
- جائزة الدولة التشجيعية للفنون عام 1979.
- ميدالية الفنون والعلوم، مصر - 1979.
- جمع الجائزة لبينالي لوبليانا 1987.
- الجائزة الثانية في بينالي الفنون التصويرية، تشيكوسلوفاكيا 1991.
- الميدالية الذهبية في ترينالي فريدريك، 1989.
- جائزة الدولة التحفيزية عن خدماته للفنون - مصر-2000.
- ميدالية الفنون والعلوم، مصر - 2000.

## روابط خارجية
- أعمال الفنان نسخة محفوظة 16 يونيو 2022 على موقع واي باك مشين.
- أعمال الفنان 2
- لوحة للفنان نسخة محفوظة 10 يناير 2023 على موقع واي باك مشين.